# 포르쉐 C88
포르쉐 C88(영어: Porsche C88)은 포르쉐에서 중국의 국민차 프로젝트의 일환으로 1994년에 개발했던 4도어 세단이다. 허나 국민차 프로젝트의 취소로 실제로 생산되지는 못했다.

## 경쟁 차종
기아
- 기아 리오

한국GM
- 대우 라노스 (4도어)

현대자동차
- 현대 베르나
- 현대 엑센트 (1세대)
- 현대 엘란트라